# Abandonware France
Abandonware France, créé en 2000, est un site traitant de retrogaming, spécialisé dans les jeux vidéo PC et Mac. Il propose des fiches complètes (descriptif, screenshots, informations médias, vidéos, etc.), ainsi que de nombreux téléchargements (manuels, démos, jeux…). Le but du site est de proposer une encyclopédie la plus complète du jeu vidéo avant 2000.

## Historique
En janvier 2000, est créé le newsgroupe Abandonware. C'est sur ce forum que se rencontrent 5 personnes qui le 28 juin 2000, fonderont le site Lost Treasures Fr (Fr pour Francophone),. Ce site propose alors une cinquantaine de téléchargements. Les cinq fondateurs souhaitent aller plus loin, en créant des fiches de présentation et d'analyse des jeux, tout en numérisant des articles issus de la revue Tilt, traitant des jeux dit Abandonware,. Ce projet parallèle donne lieu à la création du site Abandonware Magazines en 2002. Spécialisé dans la numérisation et la sauvegarde d'anciens magazines de jeux vidéo, il deviendra indépendant de Lost Treasures Fr quelques années plus tard.
En 2001, le forum du site est créé. Lost Treasures Fr est alors nommé site de l'année par Yahoo! France dans la catégorie Informatique et Internet. 9 ans plus tard, le nom Lost Treasures Fr sera abandonné pour devenir Abandonware France, dans une volonté de cohérence avec l'adresse internet.
Au fil des ans, le site a fait évoluer son contenu éditorial en développant des articles et fiches autour des jeux publiés avant 2000, mais également ceux n'ayant jamais pu sortir et dont le développement a été couvert par la presse spécialisée. La politique d'Abandonware France consiste par ailleurs à proposer systématiquement les jeux téléchargeables dans leur version d'origine, selon leur support (disquette ou CD-rom). À partir de 2011, l'équipe du site met en place un système de pré-configuration des anciens jeux fonctionnant sous DOS. Pour l'utilisateur, il s'agit de pouvoir lancer un programme en ayant un minimum de manipulation à effectuer, lui évitant notamment d'avoir à saisir des lignes de commandes. L'objectif à terme est la sauvegarde et l'accessibilité du patrimoine vidéoludique francophone (incluant les jeux traduits en français).
En 2015, Hoagie, chargé de l'administration du site, publie sur Abandonware France un ouvrage sur l'histoire des jeux sur micro-ordinateurs de 1977 à 1997 : Insérez la disquette no 2,,. Le texte du livre est mis à disposition sous licence Creative Commons.
Depuis son lancement, Abandonware France est régulièrement cité en tant que site dans le domaine du rétrogaming PC,,,,,.

## Demandes notables de retrait

### Droit de distribution des logiciels abandonnés
Les logiciels abandonnés proposés ne sont plus exploités commercialement, bien que la plupart soient encore sous propriété intellectuelle : leur libre distribution serait tolérée par de nombreux ayants droit selon le webmaster d'Abandonware France. Cependant, cette pratique a amené quelques éditeurs à demander le retrait d'un ou plusieurs jeux issus de leur catalogue au site.

### LucasArts
En juin 2001, Abandonware France reçoit un courriel des avocats de la société de George Lucas, LucasArts, leur intimant de retirer immédiatement tous les jeux de la firme. L'équipe du site effectue rapidement les retraits demandés. La requête de LucasArts s'inscrit alors dans une campagne internationale menée par l'éditeur contre la diffusion illégale de ses anciens jeux sur internet. Le courriel est par la suite relayé sans révéler le nom  du site dans un article du magazine Gen4, lequel se montre très critique vis-à-vis du ton et des moyens employés par LucasArts, les estimant disproportionnés par rapport au préjudice causé.